# Joias da Coroa Irlandesa

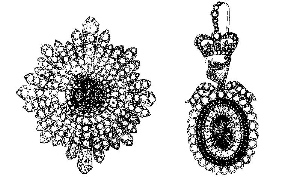
Joias da Coroa Irlandesa

As Joias da Coroa Irlandesa foram insígnias pesadamente preciosas da Mais Ilustre Ordem de São Patrício. Eram usadas pelo soberano na instalação dos cavaleiros da ordem, o equivalente Irlandês da Ordem da Jarreteira Inglesa e da Ordem do Cardo Escocesa. Seu roubo do Castelo de Dublin em 1907 permanece sem resolução.

## Leitura Adicional
- Tim Coates (editor), The Theft of the Irish Crown Jewels (Tim Coates, 2003) ISBN 1-84381-007-7